# Маннингер, Режё
Режё Маннингер (венг. Manninger Rezső; 7 июля 1890, Шопрон, Венгрия — 4 февраля 1970, Будапешт, Венгрия) — венгерский ветеринар, микробиолог и эпизоотолог, член (1939-60) и вице-президент (1960-66) Венгерской АН, ученик Ференца Гутиры.

## Биография
Родился Режё Маннингер 7 июля 1890 года в Шопроне. Семья Режё была евангелического вероисповедания. В начале 1910-х годов переехал вместе с родителями в Будапешт и посвятил столице Венгрии всю оставшееся жизнь. В 1912 году окончил Высшую ветеринарную школу и Ф.Гутира, бывший учитель Режё предложил ему остаться тут, и тот согласился — стал не только учеником Ф.Гутиры, ну и замечательным коллегой и работал на кафедре эпизоотологии, вплоть до 1923 года. В 1923 году Режё Маннингер был избран профессором института, данную должность он занимал до 1927 года. В 1927 году в связи с болезнью Ференца Гутиры, занял его место в должности заведующего кафедрой эпизоотологии и работал вплоть до 1963 года. В 1928 году основал Государственный научно-исследовательский ветеринарный институт и возглавлял его вплоть до 1943 года. С 1963 года вышел на пенсию, но оставаясь при этом членом ряда научных обществ.
Скончался Режё Маннингер 4 февраля 1970 года в Будапеште.

## Научная деятельность
Основные научные работы посвящены патологии инфекционных болезней животных и ветеринарной микробиологии.

## Членство в обществах
- Иностранный почётный член ВАСХНИЛ (1957-70).
- Основатель общества микробиологов Венгрии (1955) и его председатель (до 1968 г).
- Постоянный член Международного эпизоотического бюро (1931-63).
- Член многих академий наук и научных обществ.

## Награды и премии
- 1950 — Премия имени Кошута (ВНР).
- 1961 — Премия имени Кошута (ВНР).
- 1965 — Академическая золотая медаль[венг.].
- Двукратный кавалер Ордена Трудового Красного Знамени.

## Избранные сочинения
- 1961-63 — Частная патология и терапия домашних животных (в 2-х томах).